# 멜버른 컵

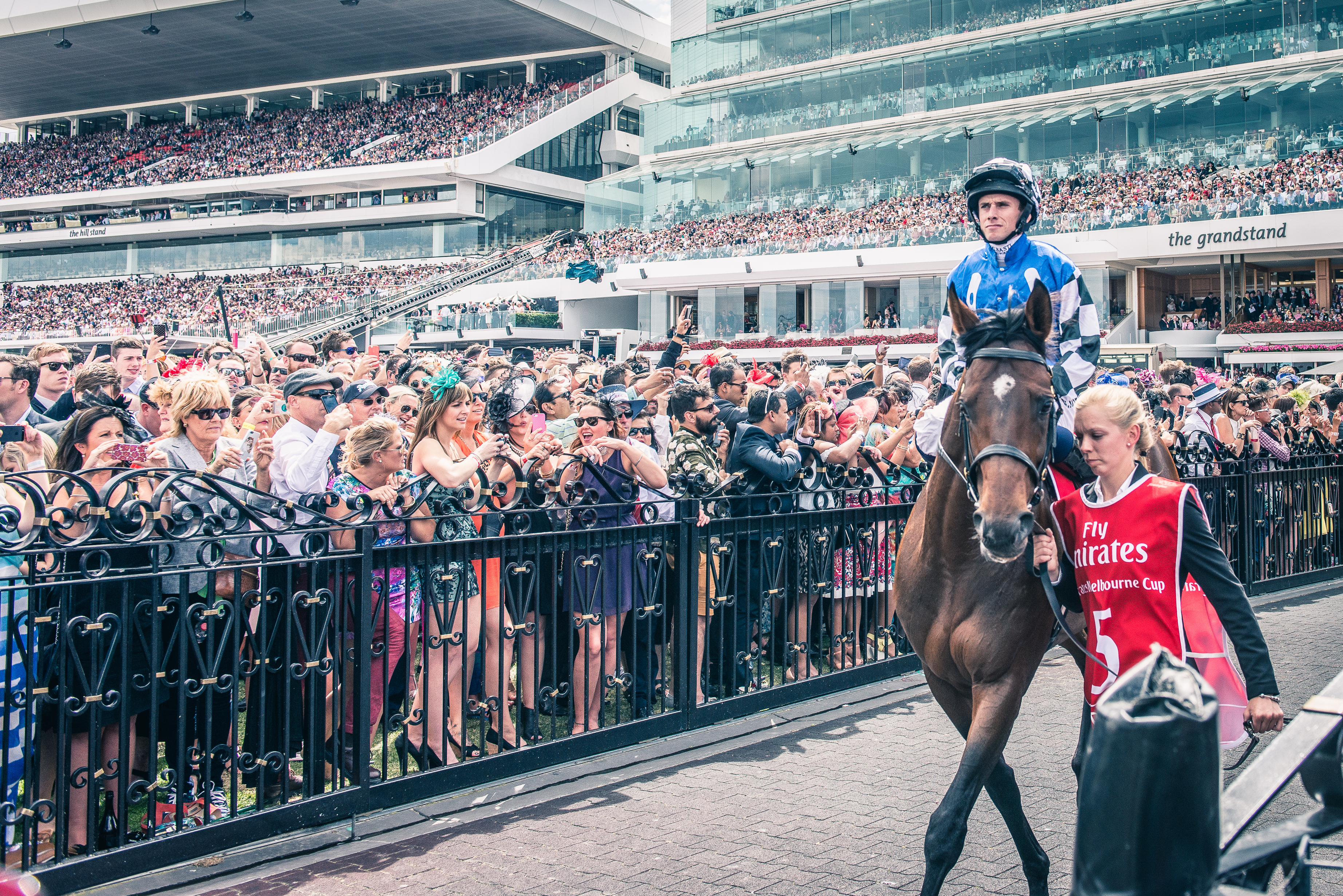

멜버른 컵(영어: Melbourne Cup)은 매년 11월 첫째 화요일에 오스트레일리아 멜버른의 플레밍턴 경마장의 잔디 3200m에서 열리는 경마 경주이다 and the kefe.